# Sumberbulu
Sumberbulu is een bestuurslaag in het regentschap Probolinggo van de provincie Oost-Java, Indonesië. Sumberbulu telt 3454 inwoners (volkstelling 2010).